# Dino Betti van der Noot
Dino Betti van der Noot (Rapallo, 18 september 1936) is een Italiaanse jazzpianist, orkestleider, componist en arrangeur.

## Biografie
Betti's moeder en een neef waren klassieke pianisten. Hij had van 1946 tot 1951 onderricht aan de muziekschool in Pavia en in 1959 had hij privélessen in Milaan. Tijdens de jaren 1970 studeerde hij aan het Berklee College of Music. Reeds eind jaren 1950 leidde hij eigen formaties in Italië, maar was echter tijdens de jaren 1960 bezig buiten het muziekcircuit. Van 1969 tot 1978 leidde hij een amateur-bigband, waarmee hij ook een album inspeelde (Basement Big Band, 1978). Vanaf 1982 werkte hij met een professionele bigband met o.a. Franco Ambrosetti, Paul Bley, Bill Evans, David Friedman, Danny Gottlieb, Donald Harrison, Carmen Lundy, Paul Motian, Giancarlo Schiaffini, Steve Swallow en Gianluigi Trovesi. Sinds de jaren 1980 leidde Betti fulltime het Milanese reclamebureau B Communications, waarvoor hij ook talrijke jingles componeerde. In 1987 werkte hij in New York met een eigen bigband. Hij nam sinds 1985 een reeks albums op met eigen formaties, waarvoor hij ook de composities en arrangementen schreef voor de labels Innowo en Soul Note.

## Onderscheidingen
Voor zijn album They Cannot Know werd hij onderscheiden met de Musica Jazz Polillo Award. Het album Space Blossoms won in 1989 de criticuspoll van Musica e Dischi. Here Comes Springtime was volgens USA Today het derde beste album van 1986.

## Discografie
- 1985: Here Comes Springtime (Soul Note) met Gianluigi Trovesi, Franco Ambrosetti, Donald Harrison, Daniel Humair
- 1987: They Cannot Know (Soul Note) met Giancarlo Schiaffini
- 1988: Space Blossoms (Innowo) met Rudy Brass, Giancarlo Schiaffini, Donald Harrison, Gianluigi Trovesi, Hugo Heredia, Sandro Cerino, Paul Bley, Vittorio Cosma, Steve Swallow, Paul Motian, Luis Agudo, Jonathan Scully, Roberta Gambarini
- 2003: Ithaca/Ithaki (Soul Note) met Giancarlo Schiaffini
- 2006: The Humming Cloud (SAM)